# O Bom Soldado Švejk
O Bom Soldado Švejk (ou As Aventuras do Bom Soldado Svejk no Brasil) é o título abreviado de uma novela satírica e de humor Ácido inacabada de Jaroslav Hašek, que se passa durante a Primeira Guerra Mundial. O título checo original da obra é Osudy dobrého vojáka Švejka za světové války, literalmente As Aventuras Fatídicas do Bom Soldado Švejk Durante a Guerra Mundial. É o romance mais traduzido da literatura checa.
Vários críticos literários consideram O Bom Soldado Švejk como um dos primeiros romances antiguerra, antes de Im Westen nichts Neues de Erich Maria Remarque. Joseph Heller disse que se ele não tivesse lido O Bom Soldado Švejk, ele nunca teria escrito seu romance Catch-22.